# 2e cérémonie des Satellite Awards
La 2e cérémonie des Satellite Awards, décernée par The International Press Academy, a eu lieu le 22 février 1998, et a récompensé les films, téléfilms et séries télévisées produits l'année précédente.

## Palmarès

### Cinéma

#### Meilleur film dramatique
- Titanic
  - Amistad
  - Boogie Nights
  - Will Hunting (Good Will Hunting)
  - L.A. Confidential

#### Meilleur film musical ou comédie
- Pour le pire et pour le meilleur (As Good as It Gets)
  - The Full Monty - Le Grand Jeu (The Full Monty)
  - Harry dans tous ses états (Deconstructing Harry)
  - In and Out
  - Le Mariage de mon meilleur ami (My Best Friend's Wedding)

#### Meilleur réalisateur
- James Cameron pour Titanic
  - Paul Thomas Anderson pour Boogie Nights
  - Curtis Hanson pour L.A. Confidential
  - Steven Spielberg pour Amistad
  - Gus Van Sant pour Will Hunting (Good Will Hunting)

#### Meilleur acteur dans un film dramatique
- Robert Duvall pour le rôle de Euliss Dewey dans Le Prédicateur (The Apostle)
  - Russell Crowe pour le rôle de Bud White dans L.A. Confidential
  - Matt Damon pour le rôle de Will Hunting dans Will Hunting (Good Will Hunting)
  - Leonardo DiCaprio pour le rôle de Jack Dawson dans Titanic
  - Stephen Fry pour le rôle d'Oscar Wilde dans Oscar Wilde (Wilde)
  - Djimon Hounsou pour le rôle de Cinqué dans Amistad
  - Mark Wahlberg pour le rôle de Eddie Adams / Dirk Diggler dans Boogie Nights

#### Meilleure actrice dans un film dramatique
- Judi Dench pour le rôle de la reine Victoria dans La Dame de Windsor (Mrs. Brown)
  - Joan Allen pour le rôle de Elena Hood dans Ice Storm (The Ice Storm)
  - Helena Bonham Carter pour le rôle de Kate Croy dans Les Ailes de la colombe (The Wings of the Dove)
  - Julie Christie pour le rôle de Phyllis Mann dans L'Amour... et après (Afterglow)
  - Kate Winslet pour le rôle de Rose DeWitt Bukater dans Titanic

#### Meilleur acteur dans un film musical ou une comédie
- Jack Nicholson pour le rôle de Melvin Udall dans Pour le pire et pour le meilleur (As Good as It Gets)
  - Robert Carlyle pour le rôle de Gary "Gaz" Schofield dans The Full Monty - Le Grand Jeu (The Full Monty)
  - Dustin Hoffman pour le rôle de Stanley Motss dans Des hommes d'influence (Wag the Dog)
  - Tommy Lee Jones pour le rôle de l'Agent K dans Men in Black
  - Kevin Kline pour le rôle de Howard Brackett dans In and Out (In & Out)
  - Howard Stern pour son propre rôle dans Parties intimes (Private Parts)

#### Meilleure actrice dans un film musical ou une comédie
- Helen Hunt pour le rôle de Carol Connelly dans Pour le pire et pour le meilleur (As Good as It Gets)
  - Pam Grier pour le rôle de Jackie Brown dans Jackie Brown
  - Lisa Kudrow pour le rôle de Michele Weinberger dans Romy et Michelle, 10 ans après (Romy and Michele's High School Reunion)
  - Parker Posey pour le rôle de Jackie-O Pascal dans The House of Yes
  - Julia Roberts pour le rôle de Julianne Potters dans Le Mariage de mon meilleur ami (My Best Friend's Wedding)

#### Meilleur acteur dans un second rôle dans un film dramatique
- Burt Reynolds pour le rôle de Jack Horner dans Boogie Nights
  - Billy Connolly pour le rôle de John Brown dans La Dame de Windsor (Mrs. Brown)
  - Danny DeVito pour le rôle de Deck Shifflet dans L'Idéaliste (The Rainmaker)
  - Samuel L. Jackson pour le rôle de Louis Batiste dans Le Secret du bayou (Eve's Bayou)
  - Robin Williams pour le rôle de Sean Maguire dans Will Hunting (Good Will Hunting)

#### Meilleure actrice dans un second rôle dans un film dramatique
- Julianne Moore pour le rôle d'Amber Waves / Maggie dans Boogie Nights
  - Minnie Driver pour le rôle de Skylar dans Will Hunting (Good Will Hunting)
  - Ashley Judd pour le rôle du Dr Kate McTiernan dans Le Collectionneur (Kiss the Girls)
  - Debbi Morgan pour le rôle de Mozelle Batiste Delacroix dans Le Secret du bayou (Eve's Bayou)
  - Sigourney Weaver pour le rôle de Janey Carver dans Ice Storm (The Ice Storm)

#### Meilleur acteur dans un second rôle dans un film musical ou une comédie
- Rupert Everett pour le rôle de George Downes dans Le Mariage de mon meilleur ami (My Best Friend's Wedding)
  - Mark Addy pour le rôle de Dave dans The Full Monty - Le Grand Jeu (The Full Monty)
  - Cuba Gooding Jr. pour le rôle de Frank Sachs dans Pour le pire et pour le meilleur (As Good as It Gets)
  - Greg Kinnear pour le rôle de Simon Bishop dans Pour le pire et pour le meilleur (As Good as It Gets)
  - Rip Torn pour le rôle de Z dans Men in Black

#### Meilleure actrice dans un second rôle dans un film musical ou une comédie
- Joan Cusack pour le rôle d'Emily Montgomery dans In and Out (In & Out)
  - Cameron Diaz pour le rôle de Kimberly Wallace dans Le Mariage de mon meilleur ami (My Best Friend's Wedding)
  - Linda Fiorentino pour le rôle de L dans Men in Black
  - Anne Heche pour le rôle de Winifred Ames dans Des hommes d'influence (Wag the Dog)
  - Shirley Knight pour le rôle de Beverly Connelly dans Pour le pire et pour le meilleur (As Good as It Gets)

#### Meilleure distribution
- Boogie Nights

#### Meilleur scénario original
- Will Hunting (Godd Will Hunting) – Ben Affleck et Matt Damon
  - Boogie Nights – Paul Thomas Anderson
  - The Full Monty - Le Grand Jeu (The Full Monty) – Simon Beaufoy
  - La Dame de Windsor (Mrs. Brown) – Jeremy Brock
  - Titanic – James Cameron

#### Meilleur scénario adapté
- L.A. Confidential – Curtis Hanson et Brian Helgeland
  - Les Ailes de la colombe (The Wings of the Dove) – Hossein Amini
  - Amistad – David Franzoni
  - De beaux lendemains (The Sweet Hereafter) – Atom Egoyan
  - Ice Storm (The Ice Storm) – James Schamus

#### Meilleure direction artistique
- Titanic
  - Les Ailes de la colombe (The Wings of the Dove)
  - Amistad – Rick Carter
  - Bienvenue à Gattaca (Gattaca)
  - L.A. Confidential

#### Meilleurs costumes
- Titanic
  - Amistad – Ruth E. Carter
  - Beaumarchais, l'insolent
  - La Dame de Windsor (Mrs. Brown)
  - Les Ailes de la colombe (The Wings of the Dove)

#### Meilleure photographie
- Amistad – Janusz Kamiński
  - Contact
  - L.A. Confidential
  - Le Secret du bayou (Eve's Bayou)
  - Titanic

#### Meilleur montage
- Titanic
  - Air Force One
  - Amistad – Michael Kahn
  - Boogie Nights
  - L.A. Confidential

#### Meilleurs effets visuels
- Contact
  - Le Cinquième Élément
  - Men in Black
  - Starship Troopers – Scott E. Anderson et Phil Tippett
  - Titanic

#### Meilleure musique de film
- Titanic – James Horner
  - Amistad – John Williams
  - Anastasia – David Newman
  - L.A. Confidential – Jerry Goldsmith
  - Pour une nuit... (One Night Stand) – Mike Figgis

#### Meilleure chanson originale
- "My Heart Will Go On" interprétée par Céline Dion – Titanic
  - "Journey to the Past" – Anastasia
  - "Once Upon a December" – Anastasia
  - "A Song for Mama" – Soul Food
  - "Tomorrow Never Dies" – Demain ne meurt jamais (Tomorrow Never Dies)

#### Meilleur film étranger
- Shall We Dance? (Shall We ダンス?) •  Japon
  - En chair et en os (Carne trémula) •  Espagne
  - Ma vie en rose •  France /  Belgique /  Royaume-Uni
  - Ponette •  France
  - La Promesse •  Belgique /  France /  Luxembourg

#### Meilleur film, animation ou multimédia
- Men in Black
  - Alien, la résurrection (Alien Resurrection) – Bill Badalato, Gordon Carroll, David Giler, Walter Hill
  - Anastasia
  - Le Monde perdu : Jurassic Park (The Lost World: Jurassic Park) – Gerald R. Molen et Colin Wilson
  - Starship Troopers – Jon Davison et Alan Marshall

#### Meilleur documentaire
- 4 Little Girls

### Télévision
Note : le symbole « ♕ » rappelle le gagnant de l'année précédente (si nomination).

#### Meilleure série télévisée dramatique
- New York Police Blues (NYPD Blue)
  - Homicide (Homicide: Life on the Street)
  - New York, police judiciaire (Law & Order)
  - Le Caméléon (The Pretender)
  - X-Files : Aux frontières du réel (X-Files) ♕

#### Meilleure série télévisée musicale ou comique
- Frasier
  - Le Drew Carey Show (The Drew Carey Show)
  - The Larry Sanders Show ♕
  - Dingue de toi (Mad About You)
  - Spin City

#### Meilleure mini-série ou téléfilm
- Don King: Only in America (en)
  - Breast Men
  - George Wallace
  - La Couleur du sang
  - L'Odyssée
  - Weapons of Mass Distraction (en)

#### Meilleur acteur dans une série télévisée dramatique
- Jimmy Smits pour le rôle de Bobby Simone dans New York Police Blues (NYPD Blue)
  - David Duchovny pour le rôle de Fox Mulder dans X-Files : Aux frontières du réel (X-Files) ♕
  - Dennis Franz pour le rôle d'Andy Sipowicz dans New York Police Blues (NYPD Blue)
  - Sam Waterston pour le rôle de Jack McCoy dans New York, police judiciaire (Law and Order)
  - Michael T. Weiss pour le rôle de Jarod dans Le Caméléon (The Pretender)

#### Meilleure actrice dans une série télévisée dramatique
- Kate Mulgrew pour le rôle de Kathryn Janeway dans Star Trek: Voyager
  - Gillian Anderson pour le rôle de Dana Scully dans X-Files : Aux frontières du réel (X-Files)
  - Kim Delaney pour le rôle de Diane Russell dans New York Police Blues (NYPD Blue)
  - Julianna Margulies pour le rôle de Carol Hathaway dans Urgences (ER)
  - Ally Walker pour le rôle de Samantha « Sam » Waters dans Profiler

#### Meilleur acteur dans une série télévisée musicale ou comique
- Kelsey Grammer pour le rôle de Frasier Crane dans Frasier
  - Tim Allen pour le rôle de Tim Taylor dans Papa bricole
  - Drew Carey pour le rôle de Drew Carey dans Le Drew Carey Show (The Drew Carey Show)
  - Michael J. Fox pour le rôle de Mike Flaherty dans Spin City
  - Garry Shandling pour le rôle de Larry Sanders dans The Larry Sanders Show

#### Meilleure actrice dans une série télévisée musicale ou comique
- Tracey Ullman pour le rôle de Chic dans Tracey Takes On...
  - Jane Curtin pour le rôle de Mary Albright dans Troisième planète après le Soleil (3rd Rock from the Sun) ♕
  - Ellen DeGeneres pour le rôle de Ellen Morgan dans Ellen
  - Helen Hunt pour le rôle de Jamie Stemple Buchman dans Dingue de toi (Mad About You)
  - Brooke Shields pour le rôle de Susan Keane dans Susan (en)

#### Meilleur acteur dans une mini-série ou un téléfilm
- Gary Sinise pour le rôle de George Wallace dans George Wallace
  - Armand Assante pour le rôle d'Ulysse dans L'Odyssée (The Odyssey)
  - Gabriel Byrne pour le rôle de Lionel Powers dans Weapons of Mass Distraction (en)
  - Sidney Poitier pour le rôle de Nelson Mandela dans Mandela and de Klerk (en)
  - Ving Rhames pour le rôle de Don King dans Don King: Only in America (en)

#### Meilleure actrice dans une mini-série ou un téléfilm
(ex æquo)
- Jennifer Beals pour le rôle de Suzanne Stein dans The Twilight of the Golds
- Alfre Woodard pour le rôle d'Eunice dans Miss Evers' Boys
  - Glenn Close pour le rôle de Janet dans In the Gloaming (en)
  - Greta Scacchi pour le rôle de Pénélope dans L'Odyssée (The Odyssey)
  - Meryl Streep pour le rôle de Lori Reimuller dans Au risque de te perdre (... First Do No Harm)

#### Meilleur acteur dans un second rôle
- Vondie Curtis-Hall pour le rôle de Lloyd Price dans Don King: Only in America (en)
  - Jason Alexander pour le rôle de Lionel dans La Légende de Cendrillon (Cinderella)
  - Joe Don Baker pour le rôle de Jim Folsom dans George Wallace
  - Michael Caine pour le rôle de Frederik de Klerk dans Mandela and de Klerk (en)
  - Ossie Davis pour le rôle de Mr. Evers dans Miss Evers' Boys

#### Meilleure actrice dans un second rôle
- Ellen Barkin pour le rôle de Glory Marie Jackson dans Before Women Had Wings (en)
  - Louise Fletcher pour le rôle de Mrs. Saunders dans Breast Men (en)
  - Bernadette Peters pour le rôle de la belle-mère de Cendrillon dans La Légende de Cendrillon (Cinderella)
  - Mimi Rogers pour le rôle de Ariel Powers dans Weapons of Mass Distraction (en)
  - Mare Winningham pour le rôle de Lurleen Wallace dans George Wallace

### Récompenses spéciales
Révélation de l'année
- Aaron Eckhart dans En compagnie des hommes

Mary Pickford Award
- Jodie Foster

## Récompenses et nominations multiples

### Nominations multiples
Cinéma
12 : Titanic
8 : Amistad
7 : L.A. Confidential, Boogie Nights
6 : Pour le pire et pour le meilleur, Will Hunting
4 : La Dame de Windsor, Le Mariage de mon meilleur ami
Télévision

### Récompenses multiples
Cinéma
7 / 12 : Titanic
3 / 7 : Boogie Nights
3 / 6 : Pour le pire et pour le meilleur
Télévision